# Brie (Charente)
Brie – miejscowość i gmina we Francji, w regionie Nowa Akwitania, w departamencie Charente.
Według danych na rok 1990 gminę zamieszkiwało 2728 osób, a gęstość zaludnienia wynosiła 80 osób/km² (wśród 1467 gmin regionu Poitou-Charentes Brie plasuje się na 92. miejscu pod względem liczby ludności, natomiast pod względem powierzchni na miejscu 122.).